# Mizija
Mizija (búlgaro:Мизия) é uma cidade da Bulgária, localizada no distrito de Vratsa. A sua população era de 3,354 habitantes segundo o censo de 2010.

## População
| Mizija | Mizija | Mizija | Mizija | Mizija | Mizija | Mizija | Mizija | Mizija | Mizija | Mizija | Mizija | Mizija | Mizija | Mizija | Mizija | Mizija | Mizija | Mizija | Mizija |
| --- | ------ | ------ | ------ | ------ | ------ | ------ | ------ | ------ | ------ | ------ | ------ | ------ | ------ | ------ | ------ | ------ | ------ | ------ | ------ |
| Ano | 1887   | 1910   | 1934   | 1946   | 1956   | 1965   | 1975   | 1985   | 1992   | 2001   | 2002   | 2003   | 2004   | 2005   | 2006   | 2007   | 2008   | 2009   | 2010   |
| População |        |        |        | …      | …      | 5,504  | 8,882  | 5,139  | 4,596  | 4,069  | 3,996  | 3,881  | 3,830  | 3,719  | 3,612  | 3,554  | 3,490  | 3,404  | 3,354  |
| Fontes: Instituto Nacional de Estatísticas, „citypopulation.de“, „pop-stat.mashke.org“, Bulgarian Academy of Sciences |        |        |        |        |        |        |        |        |        |        |        |        |        |        |        |        |        |        |        |